# Hagenauerhaus (Getreidegasse 9)
Das Hagenauerhaus ist ein ehemaliges Wohngebäude in der Getreidegasse 9 in der linken Altstadt von Salzburg. Im dritten Obergeschoß wurden am 27. Jänner 1756 der Musiker und Komponist Wolfgang Amadeus Mozart und am 30. Juli 1751 seine vor allem kultur- und erinnerungshistorisch bedeutende Schwester Maria Anna Mozart geboren. In Konzentration auf Wolfgang Amadeus wird das Gebäude auch Mozarts Geburtshaus genannt und unter dieser Bezeichnung touristisch beworben.

## Gebäude
Möglicherweise ein Vorgängerbau des fünfstöckigen Bürgerhauses wurde im 12. Jahrhundert auf dem Boden des Frauengartens von Stift Sankt Peter errichtet. Erstmals urkundlich erwähnt wurde das Haus aber 1408 als Burgrechtshaus von St. Peter, Eigentümer war damals Ottel Keutzl (Bürgermeister 1414–1415). 1585 erwarb Chunrad Fröschlmoser das Objekt, ein Hofapotheker. Im Ornament der Toreinfassung zeugen links und rechts je eine stilisierte Äskulap-Schlange von einem Bezug zu einer Apotheke. Ab 1703 ging das Haus in den Besitz mehrerer Mitglieder der Familie Hagenauer über. 1917 erwarb die Internationale Stiftung Mozarteum das Gebäude und betreibt seither mehrere Einrichtungen darin.
Das Haus Getreidegasse 9 steht dem Gebäude Universitätsplatz 14 gegenüber und ist baulich durch hofseitige Arkaden mit diesem verbunden. Die Arkaden stammen vom Anfang der 1540er Jahre und Anfang des 17. Jahrhunderts, errichtet von Virgil Rauhenperger und seiner Ehefrau Benigna Pachhaimer sowie von Michael Widmer. Ein öffentlich benutzbarer Durchgang wie in etlichen parallel befindlichen Durchhäusern in der Getreidegasse besteht heute aber nicht mehr. Es findet sich jedoch an den beiden Häuserfassaden zu Getreidegasse und Universitätsplatz die Aufschrift Mozarts Geburtshaus.
Das Haus Getreidegasse 9 steht unter Denkmalschutz.

## Nutzung

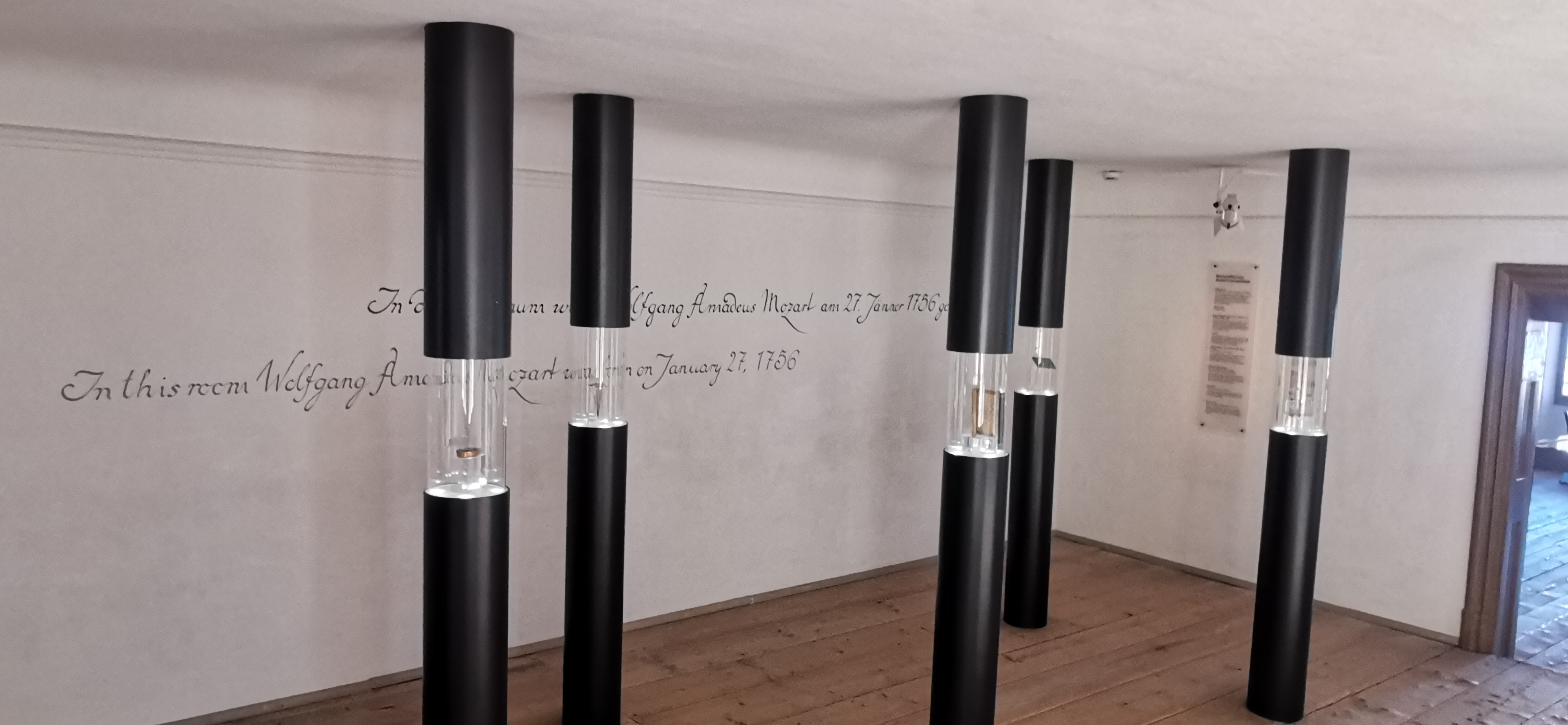
Geburtszimmer von Wolfgang Amadeus Mozart

1712 wurde der Spezereiwarenhändler und Stadtrat Josef Martin Hagenauer Eigentümer. Haus und Handelskonzession gingen 1736 an Johann Lorenz Hagenauer, der von 1747 bis 1773 den dritten Stock an das Ehepaar Leopold und Anna Maria Mozart vermietete. 1897 kauften die Feinkosthändler Stranz & Scio das Haus und betrieben im Erdgeschoß ein Ladengeschäft. Im 20. Jahrhundert war lange Zeit eine Feinbäckerei, die Wiener Bäckerei, darin untergebracht, heute befindet sich ein Spar-Supermarkt dort.
Etliche frühe Werke Wolfgang Amadeus Mozarts entstanden noch in der Mozart-Wohnung, bevor 1773 die Familie in das Tanzmeisterhaus am Makartplatz übersiedelte. 1856 wurde im Hagenauerhaus eine umfangreiche Ausstellung zum Leben und Werk Mozarts gezeigt. 1880 richtete die Stiftung Mozarteum in den ehemaligen Wohnräumen das noch heute bestehende Museum ein. Ausgestellt sind unter anderem Musikinstrumente, Kunstwerke, Kompositionen sowie Originalmöbel. Ein Raum ist zudem den Reisen der Familie Mozart in Europa gewidmet.